# Sporotrichum pulverulentum
Sporotrichum pulverulentum är en svampart som beskrevs av Novobr. 1972. Sporotrichum pulverulentum ingår i släktet Sporotrichum och familjen Fomitopsidaceae.   Inga underarter finns listade i Catalogue of Life.